# Clystea langleyi
Clystea langleyi là một loài bướm đêm thuộc phân họ Arctiinae, họ Erebidae.